# Dekanat słonimski
Dekanat słonimski – jeden z czterech dekanatów wchodzących w skład eparchii nowogródzkiej Egzarchatu Białoruskiego Patriarchatu Moskiewskiego.

## Parafie w dekanacie
- Parafia Świętej Trójcy w Derewnie
  - Cerkiew Świętej Trójcy w Derewnie
- Parafia św. Mikołaja Cudotwórcy w Dziewiątkowiczach Nowych
  - Cerkiew św. Mikołaja Cudotwórcy w Dziewiątkowiczach Nowych
- Parafia św. Paraskiewy Piątnickiej w Dziewiątkowiczach Starych
  - Cerkiew św. Paraskiewy Piątnickiej w Dziewiątkowiczach Starych
- Parafia Narodzenia Najświętszej Maryi Panny w Jarutyczach
  - Cerkiew Narodzenia Najświętszej Maryi Panny w Jarutyczach
- Parafia św. Mikołaja Cudotwórcy w Jeziornicy
  - Cerkiew św. Mikołaja Cudotwórcy w Jeziornicy
- Parafia św. Proroka Eliasza w Klepaczach
  - Cerkiew św. Proroka Eliasza w Klepaczach
- Parafia św. Jana Chrzciciela w Krokotce Wielkiej
  - Cerkiew św. Jana Chrzciciela w Krokotce Wielkiej
- Parafia Świętych Apostołów Piotra i Pawła w Mizhirach
  - Cerkiew Świętych Apostołów Piotra i Pawła w Mizhirach
- Parafia Ikony Matki Bożej „Życiodajne Źródło” w Miżewiczach
  - Cerkiew Ikony Matki Bożej „Życiodajne Źródło” w Miżewiczach
- Parafia Narodzenia Najświętszej Maryi Panny w Miżewiczach
  - Cerkiew Narodzenia Najświętszej Maryi Panny w Miżewiczach
- Parafia św. Michała Archanioła w Ostrowie
  - Cerkiew św. Michała Archanioła w Ostrowie
- Parafia św. Guriasza Kazańskiego w Partyzanówce
  - Cerkiew św. Guriasza Kazańskiego w Partyzanówce
- Parafia św. Jerzego Zwycięzcy w Pasiniczach
  - Cerkiew św. Jerzego Zwycięzcy w Pasiniczach
- Parafia Narodzenia Pańskiego w Pawłowie
  - Cerkiew Narodzenia Pańskiego w Pawłowie
- Parafia św. Jerzego Zwycięzcy w Porzeczu
  - Cerkiew św. Jerzego Zwycięzcy w Porzeczu
- Parafia św. Serafina z Sarowa w Sienkowszczyźnie
  - Cerkiew św. Serafina z Sarowa w Sienkowszczyźnie
- Parafia Ikony Matki Bożej „Wstawienniczka Za Grzesznych” w Słonimie
  - Cerkiew Ikony Matki Bożej „Wstawienniczka Za Grzesznych” w Słonimie
- Parafia Przemienienia Pańskiego w Słonimie
  - Sobór Przemienienia Pańskiego w Słonimie
- Parafia św. Atanazego Brzeskiego w Słonimie
  - Cerkiew św. Atanazego Brzeskiego w Słonimie
- Parafia św. Jana Rycerza w Słonimie (wojskowa)
  - Cerkiew św. Jana Rycerza w Słonimie
- Parafia Trójcy Świętej w Słonimie
  - Sobór Trójcy Świętej w Słonimie
- Parafia św. Proroka Eliasza w Surynce
  - Cerkiew św. Proroka Eliasza w Surynce
- Parafia Kazańskiej Ikony Matki Bożej w Szydłowiczach Wielkich
  - Cerkiew Kazańskiej Ikony Matki Bożej w Szydłowiczach Wielkich
- Parafia św. Mikołaja Cudotwórcy w Wysocku
  - Cerkiew św. Mikołaja Cudotwórcy w Wysocku
- Parafia Podwyższenia Krzyża Pańskiego w Zbocznie
  - Cerkiew Podwyższenia Krzyża Pańskiego w Zbocznie

## Klasztory
- Monaster Świętych Zosimy i Sawwacjusza Sołowieckich w Krokotce Wielkiej, męski
- Monaster Zwiastowania Najświętszej Bogurodzicy w Słonimie, żeński

Na terenie dekanatu znajduje się też stauropigialny monaster Zaśnięcia Matki Bożej w Żyrowiczach.

## Galeria

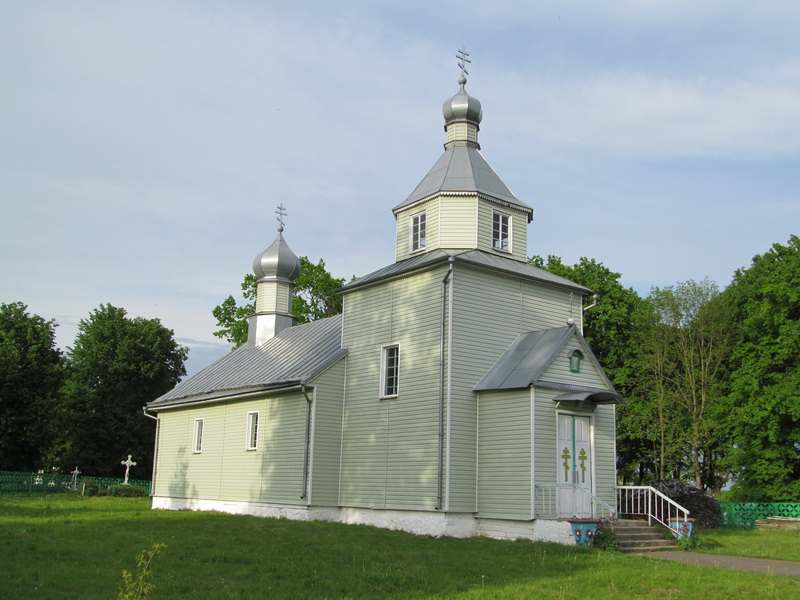
Cerkiew Świętej Trójcy w Derewnie
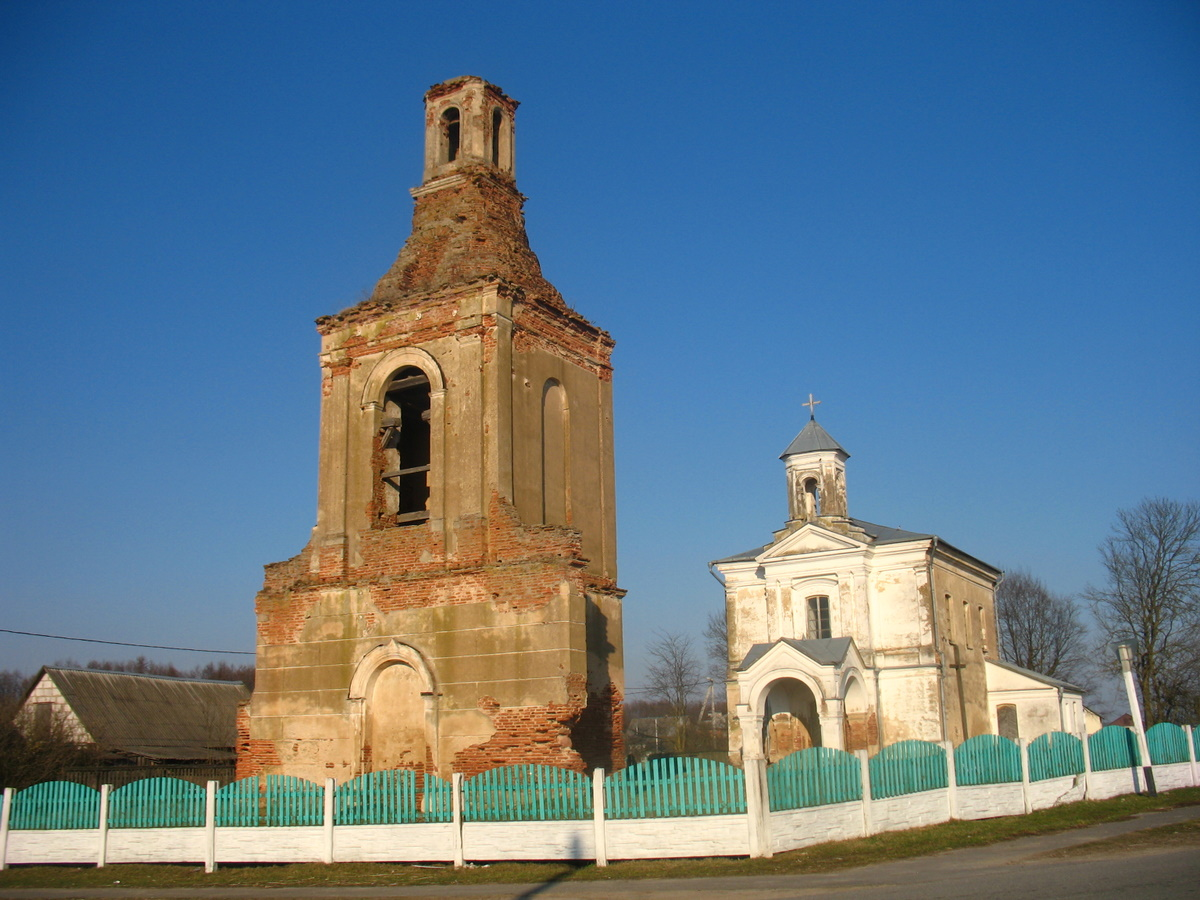
Cerkiew św. Mikołaja Cudotwórcy w Dziewiątkowiczach Nowych
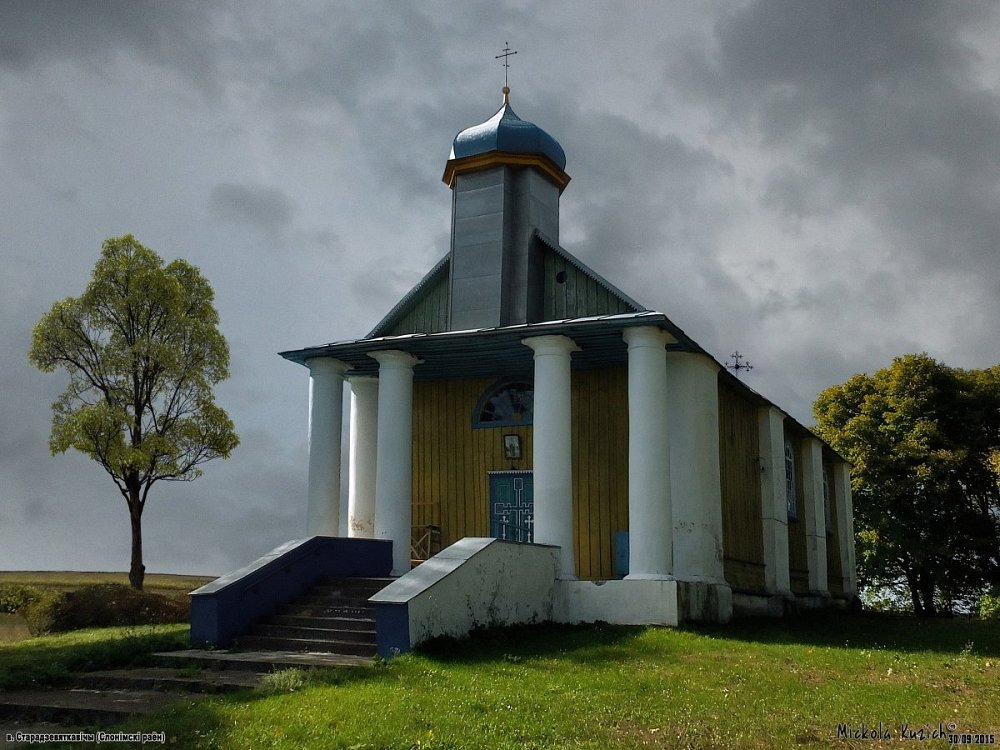
Cerkiew św. Paraskiewy Piątnickiej w Dziewiątkowiczach Starych
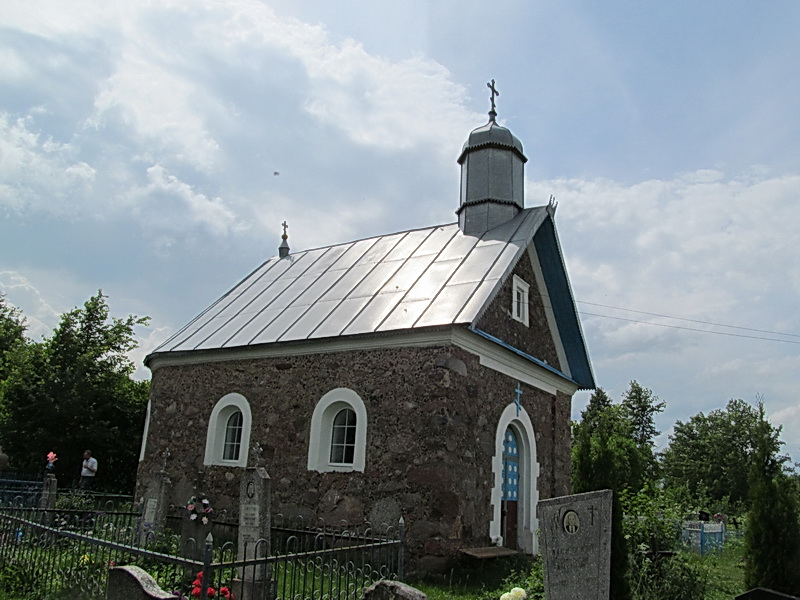
Cerkiew Narodzenia Najświętszej Maryi Panny w Jarutyczach
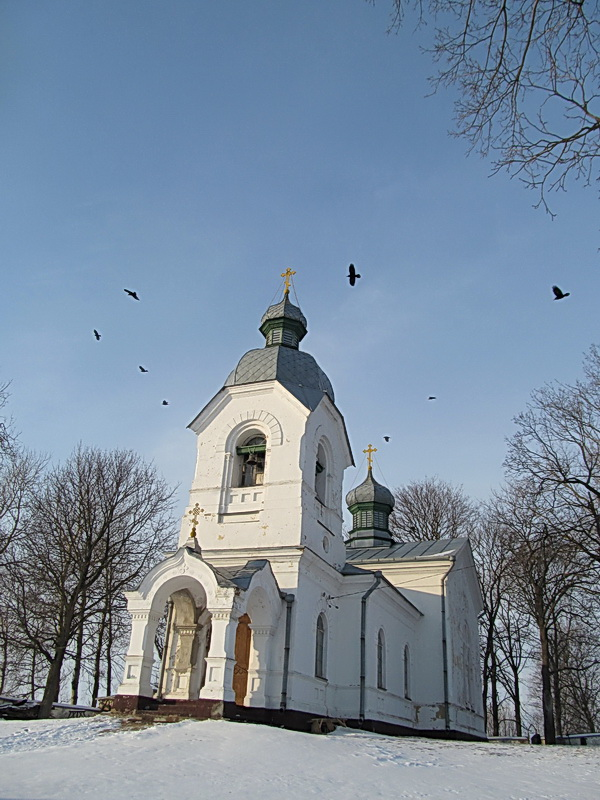
Cerkiew św. Mikołaja Cudotwórcy w Jeziornicy
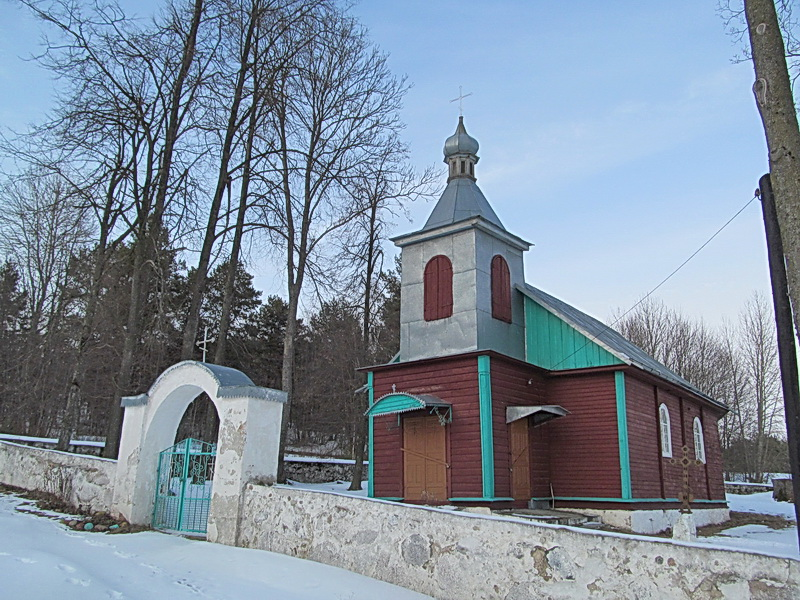
Cerkiew św. Proroka Eliasza w Klepaczach
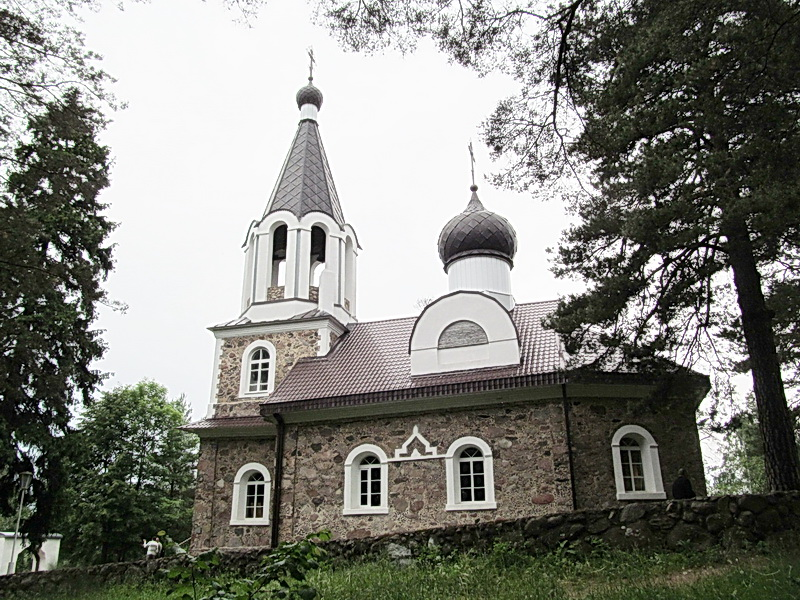
Cerkiew monasterska Narodzenia Najświętszej Maryi Panny w Krokotce Wielkiej
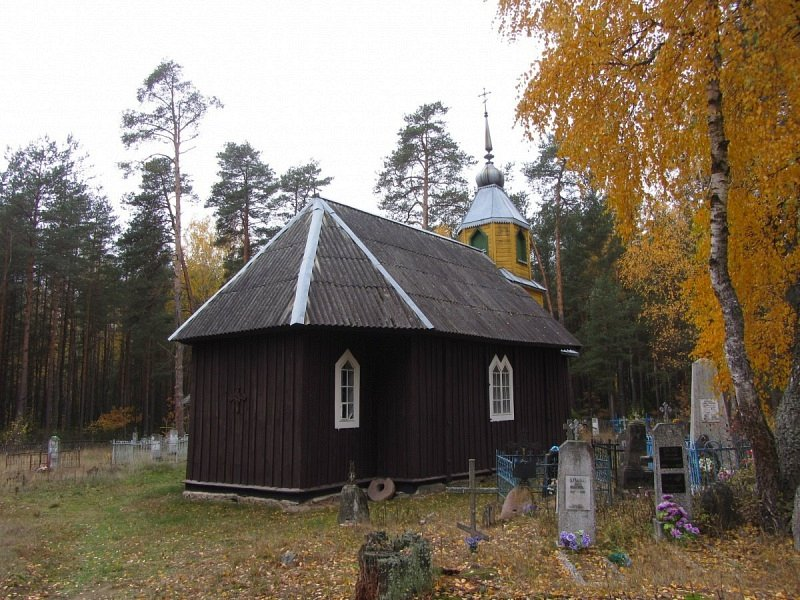
Cerkiew św. Jana Chrzciciela w Krokotce Wielkiej
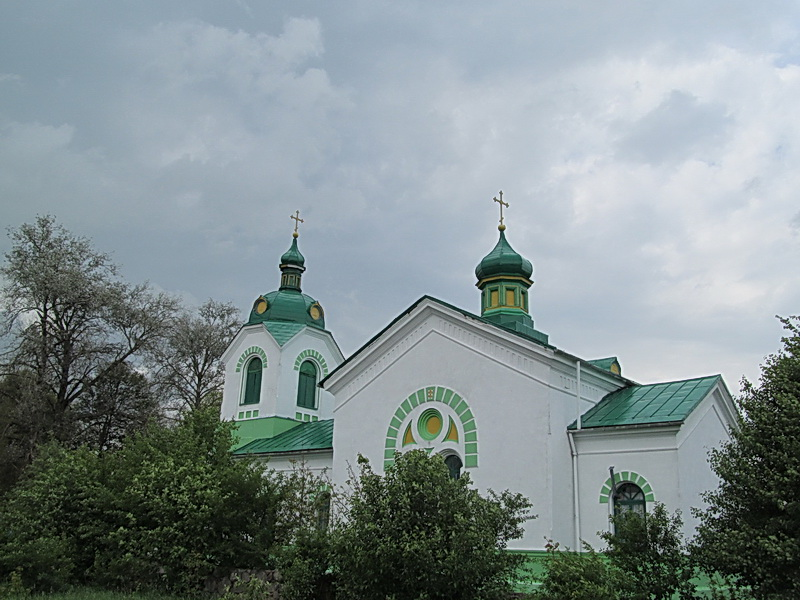
Cerkiew Świętych Piotra i Pawła w Mizhirach
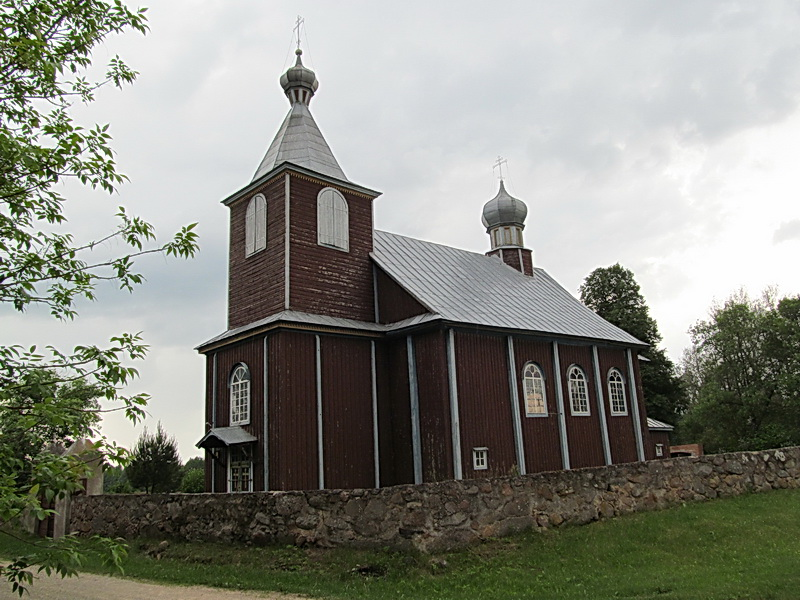
Cerkiew św. Michała Archanioła w Ostrowie
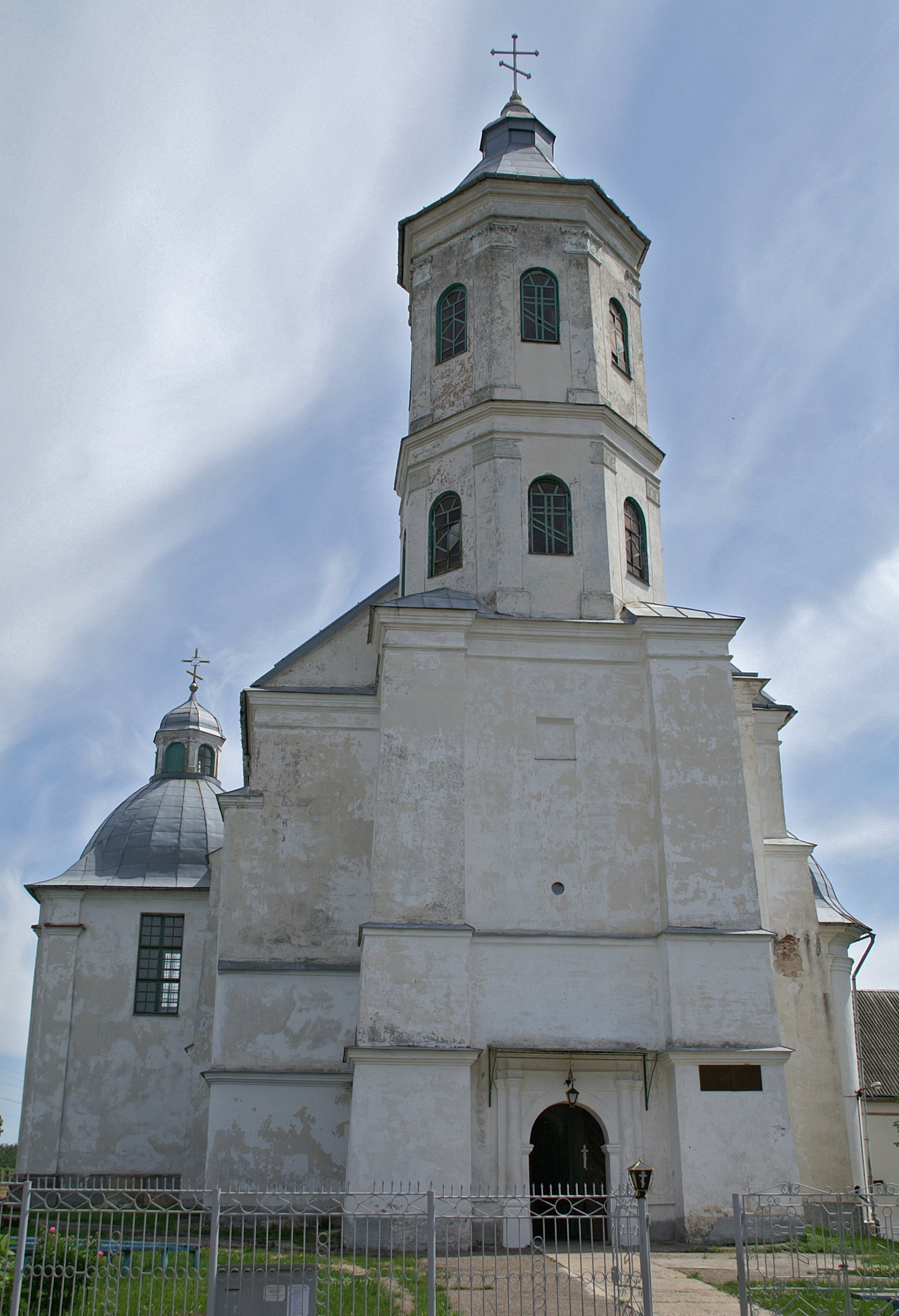
Sobór Świętej Trójcy w Słonimie
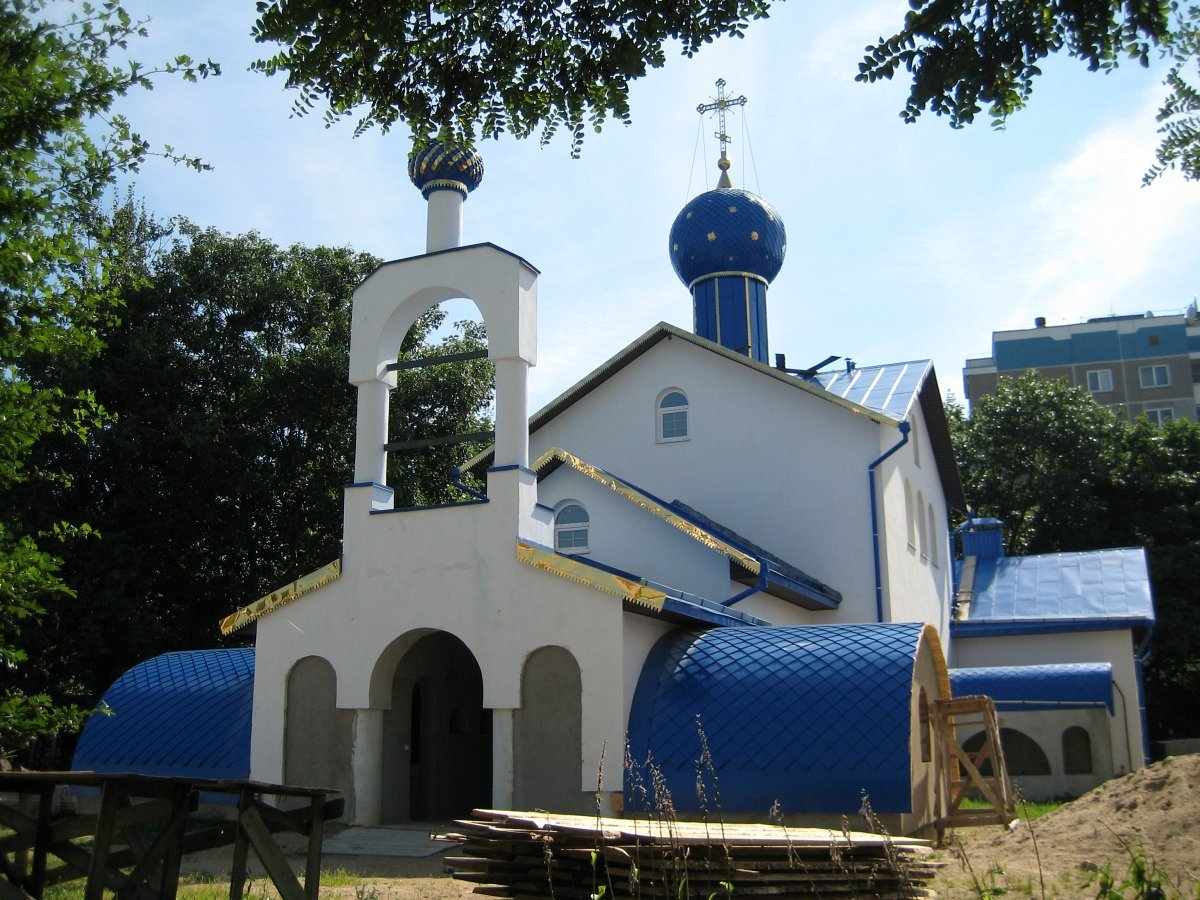
Cerkiew Ikony Matki Bożej „Wstawienniczka Za Grzesznych” w Słonimie
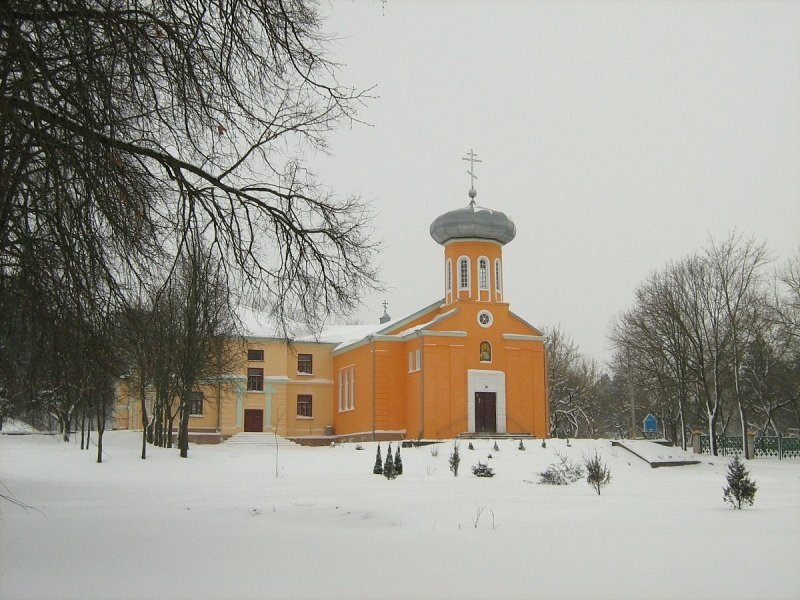
Cerkiew św. Atanazego Brzeskiego w Słonimie
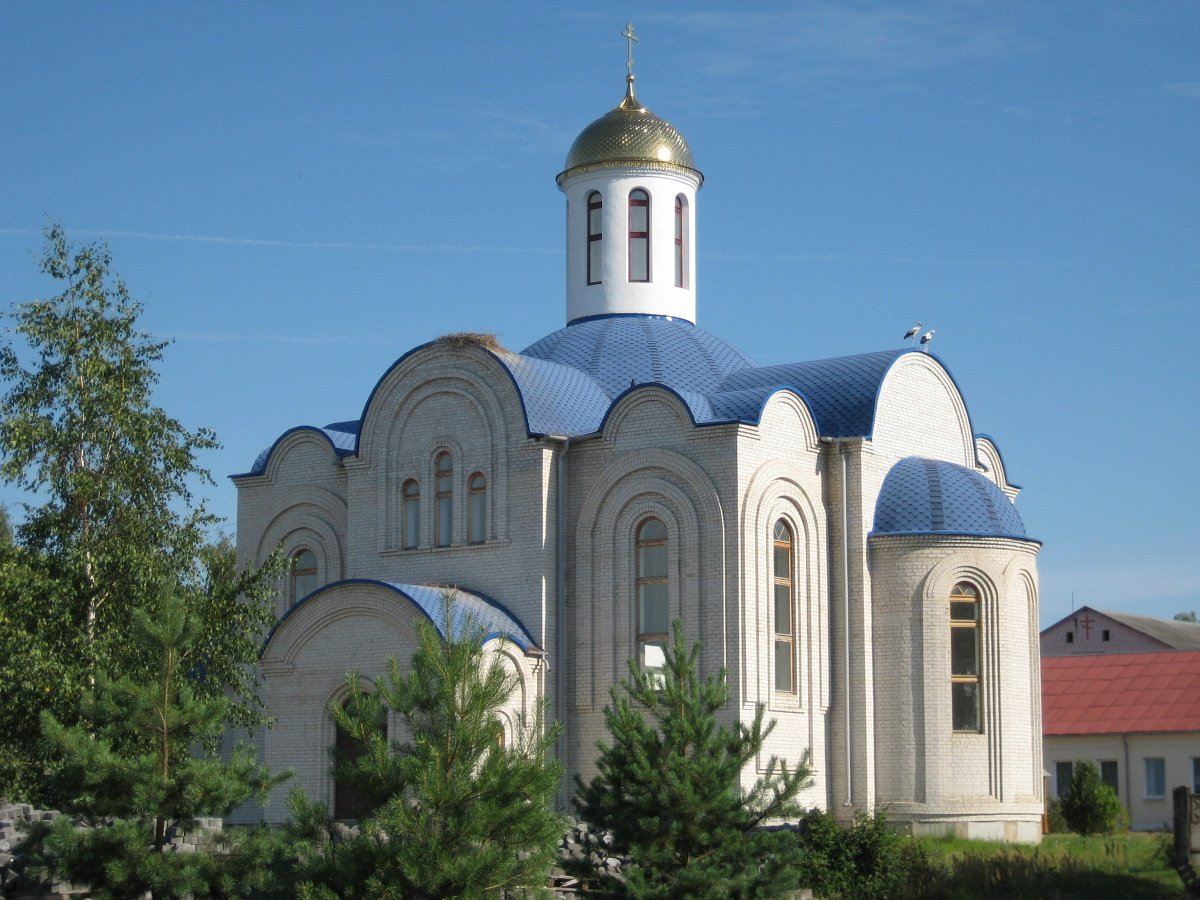
Cerkiew monasterska Zwiastowania Najświętszej Bogurodzicy w Słonimie
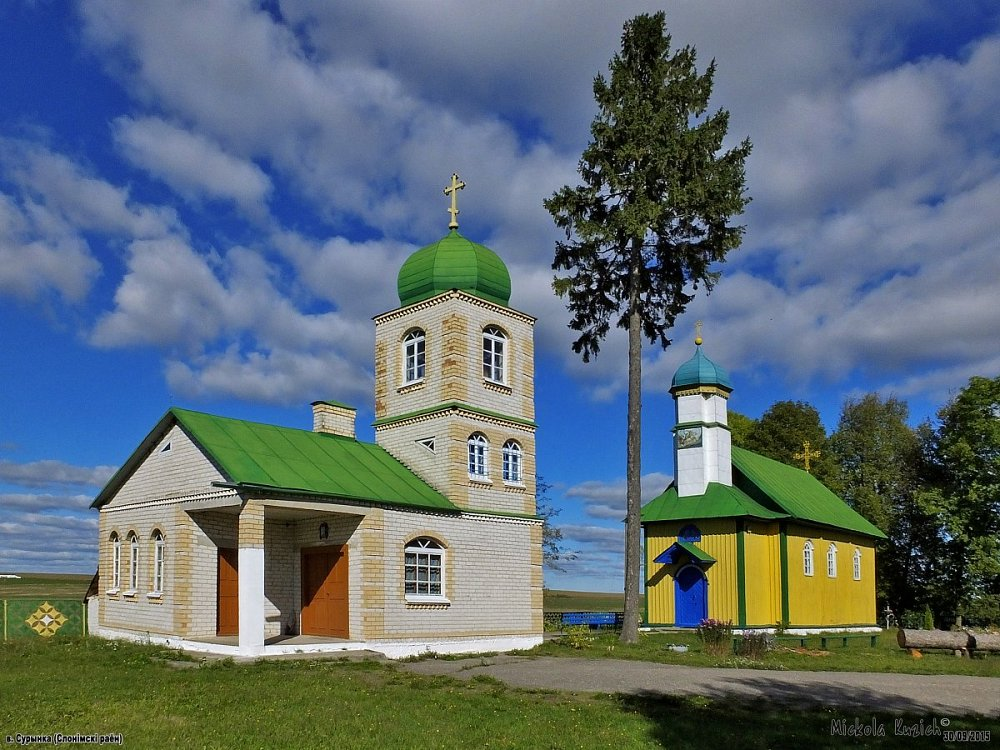
Cerkiew św. Proroka Eliasza w Surynce
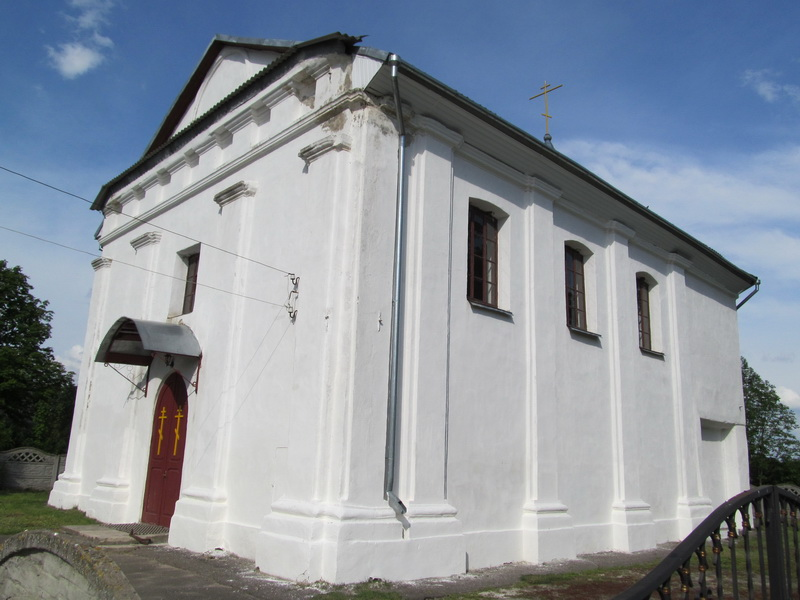
Cerkiew św. Mikołaja Cudotwórcy w Wysocku
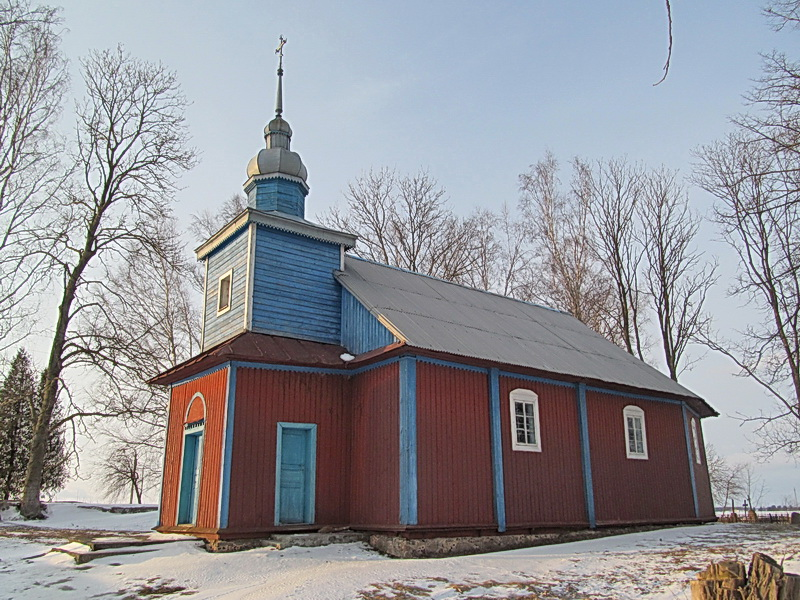
Cerkiew Podwyższenia Krzyża Pańskiego w Zbocznie